# La Sagrada Família amb Santa Anna i Sant Joanet (Tipus-IV,El Greco)
La Sagrada Familia amb Santa Anna i Sant Joanet és la darrera tipologia realitzada per El Greco sobre el tema de la Sagrada Família. Existeixen quatre versions unànimement reconegudes com a obra del propi mestre.
Harold Wethey, en el seu Catàleg Raonat, les considera del Tipus-IV, i els dona el núm. 87, 88, 93 i 94 en l'esmentat catàleg. La que té el número 87, tot i que pertany al Museu del Prado, està actualment en dipòsit a la Biblioteca Museu Víctor Balaguer, de Vilanova i la Geltrú.
El número 93 s'escapava d'aquesta categoria fins a la darrera restauració, que li va retornar la imatge de Sant Josep. El número 94 més aviat seria una "Verge amb Santa Anna i el Nen Jesús" però en ser una còpia abreviada del número 93, hom les sol comentar al mateix temps.

## Temàtica de l'obra
Aquest episodi no apareix explícitament a l'Evangeli, però no és inversemblant, i devia commoure la sensibilitat popular, sense molestar l'Església de la Contrareforma.

## Anàlisi de l'obra

### Versió delMuseu del Prado
Està signada amb lletres cursives gregues, a la part inferior dreta.
Com a les anteriors versions, El Greco prescindeix de qualsevol refèrencia ambiental. Darrere els personatges només s'hi veu un cel blau amb núvols blancs, formant una mena d'aurèola al voltant del cap de la Verge. És una obra d'una qualitat extraordinàriament delicada. Josep de Natzaret està representat com un home encara jove i vigorós, amb barba negra com als Tipus I, II i III. Tanmateix, porta una camisa verda i mànigues blanques, a diferència de les versions anteriors, en les quals portava l'habitual vestimenta de color groc.
Maria, mare de Jesús, vesteix de manera molt similar a les obres anteriors: mantell blau i túnica vermell fosc. Santa Anna porta un mantell color carbassa, i un mocador blanc al cap que fa joc amb les mànigues de vestit de Sant Josep.
Nogensmenys, el rostre de la Verge Maria no té la dolcesa primorosa de les anteriors versions (especialment dels Tipus I i II), i apareix una mica distorsionat, degut a l'escorç motivat per la inclinació.
Sant Joanet (Joan Baptista, essent nen) ofereix al Nen Jesús el bol de vidre amb fruites que, en altres versions, li era ofert per Sant Josep.

### Versió de laNational Gallery of Art(Washington DC)
És igualment una obra desproveïda de tota referència ambiental, i El Greco ho confia tot en les carnacions, els ropatges, el cel del fons, i l'eloqüència del gests.
Tot i les seves petites dimensions, és una pintura de gran importància. Efectivament, la frescor d'aquest petit llenç, i la qualitat abreviada dels seus detalls no permeten dubtar que es tracta d'un esbós. Josep Gudiol, que hi remarca l'espontaneïtat de l'impuls i l'entusiasme propis de la creació primera, creu que aquesta obra és el prototip original del qual parteixen les altres versions.
Difereix del llenç anterior principalment en la figura de Sant Josep, que aquí apareix com un home d'edat avançada, i amb barba gris. El tros de pell de camell que cobreix l'espatlla de Sant Joanet, és similar al que porta tradicionalment Joan Baptista d'adult.

### Versió delMuseu de Santa Cruz(Toledo)
Està signada amb lletres cursives gregues, en el paper representat a la part inferior dreta.
La figura de Sant Josep no va ser visible fins a la darrera restauració de l'any 1982, i només es transparentava darrere el modelat de núvols que la cobríen. Possiblement El Greco va pintar la figura de Sant Josep com en els dos exemples anteriors. Quan H.E. Wethey va veure i fotografiar aquesta obra, la figura de Sant Josep no era visible, perquè estava sobrepintada, possiblement pel mateix mestre, insatisfet per com havia quedat aquest personatge.
H.E. Wethey remarca l'estranya posición dels dits de la mà esquerra de Santa Anna, que va ser pèsimament repintada en algun moment anterior.
Àlvarez Lopera remarca el naturalisme de la figura de Sant Josep, que gairebé fa pensar en un retrat més que no pas en una imatge d'aquest Sant, així com la seva manca d'integració en l'escena. Per aquests motius, segons aquest autor, possiblement El Greco va quedar insatisfet i el va ocultar quan va acabar aquest llenç.

#### Versió delWadsworth Atheneum
És una variant mutilada i molt repintada del quadre del Museu de la Santa Cruz. Tanmateix és important, perquè tant Wethey com Gudiol la consideren obra autògrafa d'El Greco. Hi manca la imatge de Sant Josep. Va ser retallada per la part inferior, segurament a causa del seu mal estat. Com a conseqüència, hom va eliminar el Sant Joanet, i van ser reduïts els cossos de la Verge i de Santa Anna. És un oli sobre llenç, i mesura 90 x 80 cm.
Tanmateix, J. Gudiol no creu que aquesta obra fos mutilada, sinó que pensa que es tracta d'una còpia autògrafa però simplificada de la versió del Museu de la Santa Cruz de Toledo.

## Còpies del Tipus-IV
- Bilbao; Oli sobre llenç; 80 x 65 cm.; Còpia del S.XVII.
- Col·lecció particular; Oli sobre llenç; 103 x 67 cm.; Rèplica del taller o còpia.
- New York; Oli sobre llenç; 65 x 54 cm.; Còpia, únicament reprodueix els rostres de Santa Anna i de la Verge.
- London; Oli sobre llenç; 46 x 36 cm.; Còpia de només el cap de la Verge, o potser és el fragment d'una pintura més gran, de la qual només en resta aquesta part.
- Madrid; Oli sobre llenç; 98 x 67 cm.; Còpia.[12]